# Punisher: Soviet
Punisher: Soviet — ограниченная супергеройская серия комиксов, издававшаяся компанией Marvel Comics в 2019—2020 годах. Комикс ориентирован на взрослую аудиторию и выпускался под импринтом MAX. Разворачивается в одной вселенной с остальными MAX-сюжетами Гарта Энниса о Карателе и происходит до событий Punisher MAX.

## Сюжет
Каратель находит трупы членов русской мафии, за которыми следил какое-то время. После этого он едет в машине и общается с детективом. К ночи Каратель караулит на улицах города, ожидая перевозку груза банды Константина Пронченко. Он бросается в погоню и, прибыв на склад бандитов, взрывает свой фургон, убивая почти всех преступников. Каратель относит одного из выживших в лес и выбивает информацию. Линчеватель узнаёт и о других действиях парня, убившего русских в баре, и отправляется к ночному клубу. Когда там начинается стрельба по мафии, Каратель входит внутрь и встречает неизвестного.
Тот представляется Валерием Степановичем. Фрэнк Касл недоволен, что Валерия принимают за Карателя, но тот предлагает обсудить всё на крыше. Они объясняются и возвращаются в клуб, чтобы разобраться с прибывшими наёмниками. Затем они уезжают к реке, и Валерий говорит, что должен добраться до Пронченко. Он подрывал его дела в России, а главарь думал на Карателя и не искал никого другого. Валерий хочет, чтобы Пронченко страдал, и просит Фрэнка не убивать злодея. После он рассказывает о своей службе в Афганистане и раскрывает, что заместителем командира его базы был Пронченко.
Валерий продолжал свой рассказ, описывая все ужасы войны. Однажды его рота попала в засаду афганских моджахедов. Юных солдат быстро убили, а Валерий со своими товарищами держался дольше. Однако в битве победить им не удалось. Душманы расправились с друзьями Валерия, но его решили оставить в живых, чтобы помучить. Они прибили ножом его ладони к дереву. Он вырубился, а когда пришёл в себя, то увидел солдат, с которых содрали кожу и которые кричали от боли всю ночь. Впоследствии Валерия спасли, но он не смог забыть произошедшего. Он также пожаловался Карателю, что до ветеранов затем никому не было дела. После развала СССР Валерий женился, и у него родились дети, но его уволили из армии по состоянию здоровья. Он ушёл в запой и один раз, выпивая с собутыльником Никитой Щукиным, увидел фотографию подполковника Пронченко, который стал гангстером. Щукина это не удивило, ведь он заявил, что именно Пронченко продал своих моджахедам.
Каратель и Валерий решают похитить пятую жену Пронченко, Зинаиду Себровну. Они нападают на её машину с сопровождением и убивают телохранителей. Фрэнк также размышляет о том, что жена Валерия погибла в автоаварии из-за его пьянства. Линчеватели отвозят Зинаиду в загородный дом. Она рассказывает историю своей жизни, и что поженилась с Константином спустя 2 месяца после знакомства. Они интересуются, почему за 5 лет жизни с Пронченко с ней ничего не случилось, ибо предыдущие жёны наскучивали гангстеру и быстро либо умирали, либо бесследно исчезали. Она отвечает, что поняла, какие идеи может ему предлагать: именно она предложила легализовать его бизнес, чем он пытался заниматься в последнее время, чтобы обезопаситься от Карателя. Героев удивляет, что она ведёт себя спокойно, и догадываются, что на ней есть маячок. Прилетают наёмники на вертолётах и взрывают машину Касла. Каратель и Валерий выводят Зинаиду в лес, и Фрэнк взрывает один вертолёт. Себровна соглашается делать всё, что они скажут, ибо хочет жить, и идёт с ними.
Герои избавляются от маячка. К утру пасынкам Зинаиды докладывают о ситуации. Тем временем Себровна сбежала от Карателя и Валерия, спрыгнув в ущелье. Валерий говорит, что выбросил маячок на уезжающий грузовик, и снова вспоминает моменты из службы. Они выходят к лагерю сыновей Пронченко и убивают наёмников, решая использовать детей гангстера как приманку. К вечеру прилетает вертолёт. Валерий прорывается к пулемёту и взрывает вертолёт. Каратель добивает пилотов. Однако лопасть упавшего вертолёта насквозь проникает в Валерия. Напоследок он напоминает Карателю о своей просьбе не убивать Пронченко. Последними словами Валерия становятся «Пятая рота», и он умирает.
Каратель заставляет сыновей Пронченко выкопать могилу Валерию. Один отказывается, и Фрэнк убивает его. Когда двое остальных заканчивают захоронение, Касл застреливает и их. Пронченко встречается со своим другом сенатором, и Каратель, узнав об этом от Зинаиды, направляется в дом чиновника. Он пробирается мимо охраны и входит в комнату. Каратель заставляет Пронченко связать продажного сенатора, а затем приказывает сдирать с него кожу ножом: поступить также, как по вине Константина душманы расправились с сослуживцами Валерия. Пронченко трясётся и делает это под угрозой собственной жизни, и Каратель остаётся доволен, что принудил обычно отдающего приказы бизнесмена самому запачкать руки. После этого Касл уходит. От шока Пронченко больше не может говорить: на суде его признают невменяемым и отправляют на лечение. Фрэнк приходит в бар и заказывает водку. Он впервые пьёт за долгое время и думает о Валерие и его роте. Выпив один стакан, Касл покидает заведение.

### Выпуски
| № | Дата выхода     | Название                                            |
| - | --------------- | --------------------------------------------------- |
| 1 | 13 ноября 2019  | Murder Ballads                                      |
| 2 | 11 декабря 2019 | The Other Side of the Mountain                      |
| 3 | 1 января 2020   | And I See by Your Gravestone You Were Only Nineteen |
| 4 | 26 февраля 2020 | A Girl With the Heart as Big as the Sky             |
| 5 | 11 марта 2020   | A Sudden Sense of Liberty                           |
| 6 | 25 марта 2020   | I’m Coming Now, I’m Coming to Reward Them           |

### Сборники
| Тип            | Дата выхода    | Собранный материал    | Кол-во страниц | ISBN              |
| -------------- | -------------- | --------------------- | -------------- | ----------------- |
| Мягкая обложка | 5 августа 2020 | Punisher: Soviet #1-6 | 136            | 978-1-302-91341-0 |

## Отзывы
На сайте-агрегаторе рецензий Comic Book Roundup серия имеет оценку 8,4 из 10 на основе 32 отзывов. Майк Фюгер из Comic Book Resources, рецензируя первый выпуск, посчитал, что сценарист Гарт Эннис и художник Джейсен Берроуз — это хороший дуэт, понимающий друг друга. Мэтт Сенека из The Comics Journal в обзоре на дебютный выпуск также остался доволен работой художников: он сравнивал рисунки Берроуза со стилем Курта Свона. Дэвид Брук из AIPT оценил первый выпуск в 8 баллов из 10, но отметил, что как клиффхэнгер он скучен и не заинтересовывает. Ибрагим Аль Сабахи из Kanobu после выхода всех выпусков поделился мнением о серии, подчеркнув, что «возвращение Гарта Энниса к написанию историй о Карателе — это всегда праздник», продолжив, что «этот комикс не стал исключением».